# علي مهدي الأمين

السيد علي مهدي الأمين (1908 - 1960)، رجل دين شيعي من آل الأمين، مؤلف و شاعر و أديب و ناشط سياسي و اجتماعي، و هو والد السيد محمد حسن الأمين.

## نسبه
هو السيد (علي مهدي) ابن السيد (محمد حسن) ابن السيد (علي مهدي) ابن السيد (مهدي) ابن السيد (علي) ابن السيد (محمد الأمين) الذي انتسبت إليه العائلة.

## ولادته ودراسته
ولد في العام 1908 ميلادي في شقراء، درس على علماء آل الأمين في بلدته، ثم هاجر إلى النجف على عادة كل طالب علوم دينية، و أبرز من أخذ عنهم من الأساتذة:
1. السيد أبو الحسن الأصفهاني
2. الميرزا النائيني
3. الشيخ محمد حسين كاشف الغطاء.

ونال إجازة منهم.

## في جبل عامل
عاد إلى جبل عامل واستقرَّ في شقراء منتصف الأربعينات من القرن الماضي، وانكبّ على الدرس والتحصيل والإشراف على أمور الناس الدينية والاجتماعية في ناحية بلدته وجوارها من القرى العاملية.
وكان يرجع إليه في شؤون الدين بعد وفاة السيد محسن الأمين، فاختص بالفتوى وفصل الخصومات، كما عكف على الوعظ والإرشاد. نشط سياسيا وثقافيا، وقصده كثير من المثقفين والسياسيين، واتصل ببعض زعماء عصره.

## مؤلفاته
له عدد من المؤلفات منها:
1. كتاب الميراث.
2. كتاب الوصية.
3. كتاب البيع.
4. كتاب الشهادات.
5. رسالة في الرضاعة.
6. ديوان شعري مخطوط.

## وفاته
توفي عن عمر 52 عاما في سنة 1960 ميلادي (1380 هجرية).